# Зальфельд, Роми
Роми Зальфельд (нем. Romy Saalfeld; род. 14 декабря 1960, Вайсенфельс, Галле), в замужестве Топф (нем. Topf) — немецкая гребчиха, выступавшая за сборную ГДР по академической гребле в конце 1970-х — начале 1980-х годов. Чемпионка летних Олимпийских игр в Москве, обладательница серебряной медали чемпионата мира, победительница регат национального и международного значения. 

## Биография
Роми Зальфельд родилась 14 декабря 1960 года в городе Вайсенфельс, ГДР. Проходила подготовку в Лейпциге в спортивном клубе DHfK Leipzig под руководством тренера Герты Вайссиг.
Впервые заявила о себе в гребле в сезоне 1978 года, когда вошла в состав гребной команды ГДР и в безрульных двойках одержала победу на чемпионате мира среди юниоров в Белграде.
Благодаря череде удачных выступлений удостоилась права защищать честь страны на летних Олимпийских играх 1980 года в Москве — в составе команды, куда также вошли гребчихи Рамона Капхайм, Сильвия Фрёлих, Ангелика Ноак и Кирстен Венцель, заняла первое место в распашных рулевых четвёрках, завоевав тем самым золотую олимпийскую медаль. За это выдающееся достижение по итогам сезона была награждена орденом «За заслуги перед Отечеством» в серебре.
После московской Олимпиады Зальфельд ещё в течение некоторого времени оставалась в основном составе восточногерманской национальной сборной и продолжала принимать участие в крупнейших международных регатах. Так, в 1981 году она побывала на чемпионате мира в Мюнхене, откуда привезла награду серебряного достоинства, выигранную в рулевых четвёрках — в финале их команду обошёл только экипаж из СССР.
Впоследствии вышла замуж за гребца Рональда Топфа и взяла его фамилию. Работала в компании IBM.